# Попов (Алексеевский район, Белгородская область)
Попов — хутор в Алексеевском районе (с 2018 года — городском округе) Белгородской области, входил в состав Хрещатовского сельского поселения.

## Описание
Расположен в восточной части области, в 27 км к юго-западу от районного центра, города Алексеевки, у границы с Вейделевским и Красногвардейским районами Белгородской области. Сохранилось несколько частных домов и кладбище, оставшаяся территория заросла деревьями и кустарником. Рядом с хутором, на автодороге 14К-10, имеется автобусная остановка.

## История
По словам старожилов, основан в первой половине XIX века переселенцами из села Никитовка на церковных землях (в просторечии — поповских, отсюда и название).
Упоминается в памятной книжке Воронежской губернии за 1887 год как хутор Никитовской волости Валуйского уезда. Число жителей обоего пола — 79, число дворов — 9.
По подворной переписи 1890 года на хуторе Попов проживало 74 крестьянина-собственника (43 мужчины, 31 женщина) в 12 хозяйствах. Всего было 2 грамотных и учащихся (все — мужского пола). Имелось 15 жилых домов. Из скота было 10 лошадей, 4 вола, 10 коров, 12 голов гулевого скота и 9 телят, 37 овец и 12 свиней, также 9 хозяйств держали 32 улья пчёл. Количество удобной надельной земли составляло 39,5 десятин, из них пашни — 36,1 десятины; также 1 хозяйство купило 5 десятин пашни, а 8 хозяйств арендовали 42,2 десятины земли (из неё 39,5 десятин пашни). Из сельскохозяйственного инвентаря имелось 3 плуга, 12 сох и 12 телег; 1 хозяйство не имело инвентаря. Надельная пашня обрабатывалась в основном своим скотом. Всего расходов у хозяйств в течение года было на 1217 рублей, доходов от продажи — на 881 рубль (хлеба, скота и других предметов), от промыслов (которыми занималось 19 мужчин и 7 женщин в 10 хозяйствах) — 481 рубль, а всего — 1447 рублей.
По данным 1900 года на основе переписи 1897 года на хуторе Попов Никитовского сельского общества Никитовской волости при Поповом яру жило 50 человек (30 мужчин, 20 женщин) в 12 дворах.
По переписи 1926 года на хуторе Попов Зворыкинского сельсовета Никитовской волости проживало 110 человек в 22 хозяйствах. С 1928 года — в Зворыкинском сельсовете Никитовского района, в 1930 году образован колхоз (с 1943 года назывался им. Тельмана, с 1950 года — им. Кагановича, затем вошёл в состав колхоза «Красный Октябрь» хутора Хрещатый).
До войны на хуторе насчитывалось 18 дворов. Действовала школа 1-й ступени (затем начальная школа, закрыта в 1961 году).
С декабря 1962 года — в составе Жуковского сельсовета Алексеевского района. В 1970 году земли колхоза «Красный Октябрь» были присоединены к свиноводческому хозяйству «Родина» села Щербаково. В 1971 году было 44 жителя в 17 дворах.
В ноябре 1989 года колхоз «Красный Октябрь» был восстановлен (позже преобразован в ОАО «Факел»), а хутор присоединён к Хрещатовскому сельсовету (с 1993 года — сельскому округу, с 2004 года — сельскому поселению).

## Население
| 2002 | 2010 |
| ---- | ---- |
| 4    | ↘3   |

По переписи 1989 года — 14 человек, на 1 января 1994 года — 12 человек в 8 дворах, в 1997 году — 8 жителей в 7 дворах. По переписи 2002 года — 5 человек (все русские), по переписи 2010 года — 3 женщины. На 1 января 2014 года — 1 житель в 1 дворе. По состоянию на 2022 год — по-прежнему 1 житель.